# Parulis
Parulis (gr. ulis- Zahnfleisch) ist ein heute eher selten gebrauchter Ausdruck für odontogene Entzündungen im Bereich des Alveolarfortsatzes der Kiefer, z. B. ausgehend von der Wurzelhaut mit der möglichen Folge eines subperiostalen Kieferabszesses und daraus resultierendem, entzündlichem Ödem der Wange.